# Ratnyčia

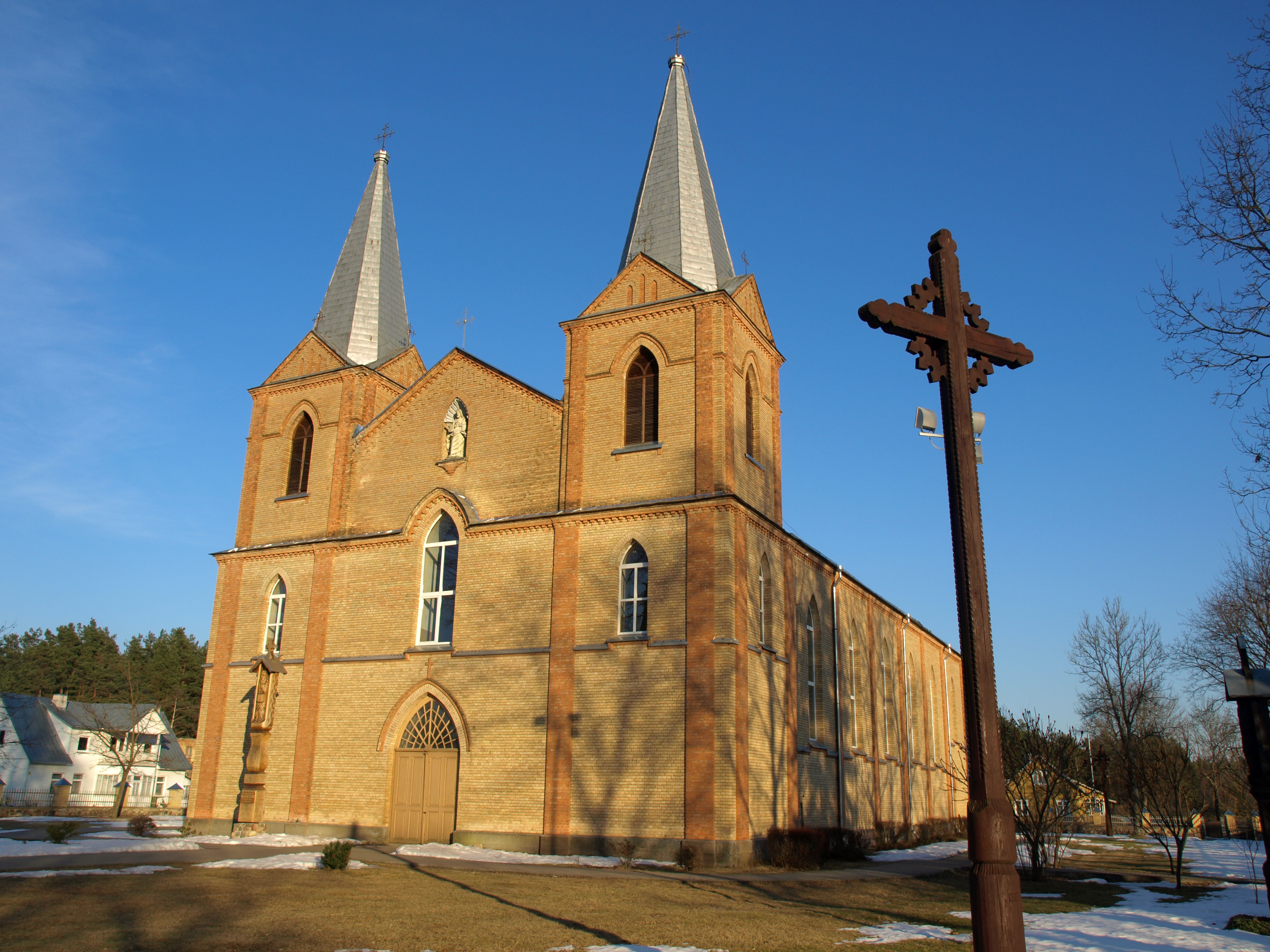
Katholische Kirche Ratnyčia

Ratnyčia ist ein Ort mit 560 Einwohnern in der Gemeinde Druskininkai, Litauen, gelegen an der Ratnyčėlė, einem Nebenfluss der Memel. Er liegt an der Fernstraße von Grodno nach Kaunas und Vilnius.
Es gibt zwei Friedhöfe (davon ein jüdischer).
Der Ort ist seit dem 17. Jahrhundert bekannt. Von 1925 bis 1950 gehörte er der Marcinkonys-Wolost, danach der Rajongemeinde Varėna an.
Die katholische Kirche Bartholomäus der Apostel in Ratnyčia wurde von 1905 bis 1920 im neugotischen Stil erbaut.